# Edward H. Tarrant
Edward H. Tarrant (1799 - août 1858), a servi la république du Texas puis l'État du Texas, aux États-Unis, en combattant des amérindiens hostiles pendant deux décennies. Il a également siégé à la Chambre des représentants du Texas pendant les deux périodes. Héros de la révolution texane, qui a joué un rôle déterminant dans l'expulsion des Amérindiens, notamment lors de la bataille de Village Creek (en), il a donné son nom au comté de Tarrant, lors de sa création le 20 décembre 1849,,,.

## Biographie

### Jeunesse - Formation
Edward H. Tarrant, naît en 1799, dans l’État de la Caroline du Sud. Durant la guerre anglo-américaine de 1812, il vit dans le comté de Muhlenberg, dans le Kentucky. Edward H. Tarrant est un jeune vétéran de la guerre de 1812. Il participe à la bataille de La Nouvelle-Orléans, en 1815, âgé de 19 ans, probablement en tant que soldat dans la milice du Kentucky.
Après avoir déménagé au Tennessee, il est promu colonel de la milice (en) de l'État du Tennessee, dans le cadre des frontières. En 1827, Edward H. Tarrant devient Shérif du comté d'Henry, au Tennessee, mais au début des années 1830, il déménage au Texas et y établit un ranch dans le comté de Red River. Il devient l'un des propriétaires fonciers les plus prospères et il possède des esclaves. 

### Carrière
En septembre 1837, Edward H. Tarrant est élu pour représenter le comté de Red River à la Chambre des représentants du deuxième Congrès texan. Après quelques mois, il démissionne pour servir la République en dirigeant les activités des Rangers contre les Indiens en 1838. En 1838-1839, il est juge en chef dans le comté de Red River et est élu brigadier-général d'une unité de milice du nord-est du Texas, appelée la quatrième brigade. Sa carrière de combattant des Amérindiens culmine lors de  la bataille de Village Creek (en), à l'est de l'actuel Fort Worth, en mai 1841.
En 1843, Edward H. Tarrant et George Whitfield Terrell (en) négocient le traité de Bird's Fort (en) avec neuf tribus amérindiennes.
Tarrant a servi deux mandats à la Chambre des représentants de l'État, entre 1849 et 1853. En avril 1851, il épouse Mary Danforth. Le couple réside à Chambers Creek près d'Italy, dans le comté d'Ellis, au Texas.
Comme les Amérindiens combattants étaient devenus sa spécialité, en 1857, Tarrant déménage une partie de sa maison à Fort Belknap, dans l'actuel comté de Young. Il y dirige une force de combat pour protéger les colons de fréquents soulèvements indiens dans cette région. 

### Décès
Au cours d'un de ses voyages, le général Edward H. Tarrant tombe malade et meurt le 2 août 1858, chez William Fondren, près de Weatherford (Texas), dans le comté de Parker. Il est d'abord inhumé au cimetière familial William Fondren. Le 28 janvier 1859, la dépouille d'Edward H. Tarrant est transférée dans une tombe, dans sa ferme familiale de Chambers Creek, dans le comté d'Ellis, au Texas. Le dernier lieu de repos d'Edward H. Tarrant, depuis le  3 mars 1928, est le cimetière Pioneers Rest (en) à Fort Worth, au Texas, le siège de comté qui porte son nom. 